# Врач из Сталинграда
«Врач из Сталинграда» (нем. Der Arzt von Stalingrad) — немецкий художественный фильм 1958 года режиссёра Гезы фон Радваньи о немецких военнопленных в советском плену. Снят по одноимённому роману писателя Хайнца Конзалика, прототипом главного героя которого является врач вермахта Оттмар Коллер.

## Сюжет
После Сталинградской битвы немецкий военный врач Фриц Бёхлер оказывается в советском плену. В лагере НКВД он пытается простыми средствами оказывать медицинскую помощь военнопленным. Но лагерный врач Александра Касалинская, у которой на войне погиб муж, своим жестоким обращением с военнопленными сводит на нет все усилия Бёхлера. Грубо обращается с военнопленными и старший лейтенант Пётр Марков, влюблённый в Александру и своим жестким отношением к немцам пытающийся заслужить её внимание. Повседневная жизнь заключенных осложняется и работающим на советские спецслужбы Вальтером Гроссом. 
Вскоре заболевает сын коменданта лагеря, ему нужна срочная операция, которую может сделать только опытный врач. Совместно с немецким врачом спасая жизнь ребёнка на операционном столе, Александра Касалинская начинает переосмысливать своё отношение к немцам. Между Фрицем и Александрой возникают чувства. Марков узнает об этом и, ревнуя своего соперника, осложняет его жизнь в лагере. Увидев, как Фриц и Александра целуются, Марков стреляет в Фрица Бёхлера. Александру Касалинскую за связь с немецким военнопленным разжалуют и отправят в ссылку в Сибирь.

## Литературная и реальная основа, критика
Фильм снят по роману писателя Хайнца Конзалика, который с 1956 года разошёлся тиражом более 2,5 млн экземпляров, переведён на 17 языков.
Автор романа с 1939 года служил в Гестапо в военной корреспонденции, участвовал в войне с Францией, а затем попал на Восточный фронт, где под Смоленском был ранен.
Прототипом главного героя, который добровольно отправился под Сталинград и стал известен как «Ангел Сталинграда», является врач Оттмар Колер.
Оттмар Колер (Ottmar Kohler) действительно с сентября 1939 года служил штабным врачом в 60-й пехотной дивизии, участвовавшей в боевых действиях во Франции и на Балканах, осенью 1942 года дивизия была переформирована в моторизованную и приняла участие в Сталинградской битве. В феврале 1943 года взят в плен, где находился до 1954 года. После возвращения в Германию работал хирургом в Кельнской университетской клинике и городской больнице в Идар-Оберштейне, профессором так и не стал, умер в 1979 году.
Хотя роман и основан на реальном факте, однако в самой Германии созданный образ Оттмара Колера ставился под сомнение: автор в послесловии к роману подчёркивает подлинность истории, но никогда не был лично знаком со своим героем. Колер стал известен благодаря роману, и сам он в основном молчал о своём пребывании в плену, в единственной аудиозаписи он сказал лишь: «Я непрерывно служил врачом и всего год занимался физическим трудом».

Оглядываясь назад, можно говорить только об удачной постановке, с которой началась медиумическая карьера «Ангела Сталинграда».
Однако все эти «подлинные» истории подкреплены лишь одним-единственным источником: самим Оттмаром Колером. Кроме того, это истории, которые с годами претерпевают вполне содержательные изменения. Таким образом, подлинное, якобы выдуманное в романе, само по себе по большей части чистая выдумка. Но это не имеет значения, важно, чтобы эти истории вписывались в современную и консервативную картину мира, чтобы свидетельствовать против большевизма. Контакта автора с человеком, история которого якобы лежит в основе его романа, по-видимому, никогда не было. Во всяком случае, в бумагах Оттмара Колера нет никаких указаний на это. Кроме того, на учредительном собрании Сталинградского Союза Колер дистанцировался от романа. Почему — остаётся неясным. В политическом отношении, во всяком случае, Конзаликский взгляд на пленение ему был крайне близок. Письма и тексты в бумагах Колера позволяют обнаружить не ослабевшее, не измененное войной и послевоенным временем немецко-националистическое мировоззрение.
Оригинальный текст (нем.)Rückblickend kann man nur von einer gelungenen Inszenierung sprechen, mit der die mediale Karriere des »Engels von Stalingrad« begann. 

All diese »authentischen« Geschichten sind allerdings lediglich durch eine einzige Quelle verbürgt: Ottmar Kohler selbst. Es sind zudem Geschichten, die im Laufe der Jahre durchaus inhaltliche Wandlungen erfahren. Das im Roman vorgeblich fiktionalisierte Authentische ist also selbst zumeist reine Fiktion. Doch das spielt keine Rolle, entscheidend ist, ob sich  diese Geschichten einem aktuellen und konservativen Weltbild einfügen lassen, um gegen den Bolschewismus zu zeugen. Einen Kontakt des Autors mit der Person, deren Geschichte seiner Romanfigur angeblich zu Grunde liegt, hat es offenbar nie gegeben. Es finden sich jedenfalls im Nachlass von Ottmar Kohler keinerlei Hinweise darauf.70 Zudem distanzierte sich Kohler auf der Gründungsveranstaltung des Stalingradbundes vom Roman. Warum bleibt unklar. Politisch jedenfalls dürfte ihm die Konsalik'sche Sicht auf die Gefangenschaft äußerst nahe sein. Die Briefe und Texte in Kohlers Nachlass lassen ein ungebrochenes, durch Krieg und Nachkrieg nicht verändertes deutschnationales Weltbild  erkennen.
— Horst Rocholl - Ein Arzt in Stalingrad: Feldpostbriefe und Gefangenenpost des Regimentsarztes Horst Rocholl 1942-1953 - Wallstein, 2009

## В ролях
- Отто Хассе — Фриц Бёхлер, врач-хирург вермахта, военнопленный
- Эва Барток — Александра Касалинская, капитан НКВД, главврач лагеря военнопленных
- Ханнес Мессемер — Пётр Марков, старший лейтенант НКВД
- Марио Адорф — Пельц, фельдшер
- Вальтер Райер — Шельнов, врач
- Вера Чехова — Тамара
- Пауль Бёсигер — Петер Шультхайс, прапорщик вермахта, военнопленный
- Леонард Штекель — Кресин, майор, врач
- Валерий Инкижинов — Воротилов, подполковник, начальник лагеря военнопленных
- Михаэль Анд — Сергей, сын Воротилова
- Зигрфид Лёвиц — Вальтер Грос, военнопленный, стукач
- Тиль Киве — Зауэрбрун
- Эдди Арент — военнопленный

### Об актёрах
Исполнитель главной роли врача-хирурга вермахта Фрица Бёлера актёр Отто Хассе недолгое время служил — в 1944 году был призван в люфтваффе и отправлен на Западный фронт, но уже в августе 1944 года был осуждён на три месяца тюрьмы за «противоестественный разврат».
Исполнительница роли капитана НКВД Александры Касалинской актриса Эва Барток, дочь отца-еврея и матери-католички, чтобы избежать отправки в концлагерь во время войны, была вынуждена 14-летней девочкой выйти замуж за венгерского нацистского офицера Гезу Ковача; об этом времени вспоминала с ужасом; после войны брак был аннулирован как заключённый по принуждению несовершеннолетнего.
На Восточном фронте во время войны служили некоторые актёры из основного состава. Так, играющий стукача актёр Зигрфид Лёвиц с 1941 года служил в 7-й танковой дивизии, но в 1943 году после травмы, полученной при аварии на мотоцикле, был уволен из армии. А играющий лейтенанта НКВД Петра Маркова актёр Ханнес Мессемер в 1942 году 18-летним курсантом за отказ от выполнения приказа был приговорён к пяти с половиной годам заключения, но через шесть месяцев был помилован и отправлен под Сталинград, незадолго до конца войны даже попал в плен, но ему удалось бежать.
Из всех актёров действительно прошёл через лагеря военнопленных только Тиль Киве, но он был не в советских лагерях, а в американских.
Среди актёров второго плана — Рольф Краловиц, который был узником № 10.090 в Бухенвальде. В 1941 году 16-летний Рольф стал принудительным работником на патронном заводе Вильгельма Густлоффа, а в 1943 году, после того, как его мать и сестра были арестованы Гестапо, был отправлен в лагерь, освобождён в мае 1945 года, единственный выживший из своей семьи.

## Критика
Lexikon des Internationalen Films отметил, что фильм — по режиссёрской постановке убедительная экранизация романа, но ослабленная некоторыми элементами сценария.
В то же время даже в Германии фильм, как и роман-основа, подвергается критике за повторение мифов национал-социалистической пропаганды:

Слово «Сталинград» в названии вводит в заблуждение. Действие происходит в лагере для военнопленных. Зверства вермахта отражены только в одном предложении: «вы разрушили половину России и теперь вы плачете, потому что вы должны восстановить её», — говорит красивая русская врач. Книга и кино, по оценке Гейдельбергского историка медицины профессора Вольфганга Эккарта, полны стереотипов, которые соответствуют немецкому духу 50-х годов. Таким образом, посыл Конзалика гласит: немцы превосходят русских как врачей и людей, а образ немецкого медика представляется в хорошем свете. Историк медицины Эккарт говорит — ведь Нюрнбергский медицинский процесс в 1946 году показал, что врачи СС и вермахта были причастны к преступлениям нацистов, но в ответ на это «Врач из Сталинграда» рисует «благотворительный, героический, жертвенный» образ немецкого врача, повторяющий образ врача, который национал-социалисты уже создавали в своей пропаганде.
Оригинальный текст (нем.)Das Wort "Stalingrad" im Titel von Buch und Film führt in die Irre. Die Handlung spielt in einem Gefangenenlager, das irgendwo in Russland sein könnte. Die Gräuel des Russlandfeldzuges der Wehrmacht kommt nur in einem einzigen Satz vor: "Sie haben halb Russland kaputt gemacht und jetzt weinen Sie, weil Sie es wieder aufbauen müssen", lässt Konsalik eine schöne russische Ärztin sagen. Buch und Film sind nach Einschätzung des Heidelberger Geschichtsprofessors Wolfgang Eckart voller Klischees, die dem deutschen Zeitgeist der 50er Jahre entsprechen. Konsaliks Botschaft lautet demnach: Die Deutschen sind den Russen als Ärzte und Menschen überlegen. Das Bild des deutschen Mediziners soll ins rechte Licht gerückt werden. Denn der Nürnberger Ärzteprozess hat 1946 gezeigt, dass SS- und Wehrmachtsärzte an den Verbrechen der Nazis beteiligt waren. Als Reaktion darauf zeichnet "Der Arzt von Stalingrad" ein "karitatives, heldisches, aufopferndes" Bild des deutschen Arztes, sagt Medizinhistoriker Eckart. Dieses Arztbild knüpfe an das Arztbild an, das "die Nationalsozialisten in ihrer Propaganda bereits gestrickt hatten."
— немецкая телерадиокомпания «Западно-немецкое вещание», 2008 год